# Halowe Mistrzostwa Świata w Lekkoatletyce 1995
5. Halowe Mistrzostwa Świata w Lekkoatletyce rozegrane zostały w dniach 10-12 marca 1995 w Barcelonie w hali Palau Sant Jordi.

## Medaliści

### Mężczyźni
| Konkurencja                        | 1. miejsce                                                                  | Wynik     | 2. miejsce                                                             | Wynik     | 3. miejsce                                                                | Wynik     |
| ---------------------------------- | --------------------------------------------------------------------------- | --------- | ---------------------------------------------------------------------- | --------- | ------------------------------------------------------------------------- | --------- |
| Bieg na 60 m (więcej)              | Bruny Surin                                                                 | 6,46      | Darren Braithwaite                                                     | 6,51      | Robert Esmie                                                              | 6,55      |
| Bieg na 200 m (więcej)             | Geir Moen                                                                   | 20,58     | Troy Douglas                                                           | 20,94     | Sebastian Keitel                                                          | 20,98     |
| Bieg na 400 m (więcej)             | Darnell Hall                                                                | 46,17     | Sunday Bada                                                            | 46,38     | Michaił Wdowin                                                            | 46,65     |
| Bieg na 800 m (więcej)             | Clive Terrelonge                                                            | 1:47,30   | Benson Koech                                                           | 1:47,51   | Pavel Soukup                                                              | 1:47,74   |
| Bieg na 1500 m (więcej)            | Hicham El Guerrouj                                                          | 3:44,54   | Mateo Cañellas                                                         | 3:44,85   | Erik Nedeau                                                               | 3:44,91   |
| Bieg na 3000 m (więcej)            | Gennaro Di Napoli                                                           | 7:50,89   | Anacleto Jiménez                                                       | 7:50,98   | Brahim Jabbour                                                            | 7:51,42   |
| Bieg na 60 m przez płotki (więcej) | Allen Johnson                                                               | 7,39      | Courtney Hawkins                                                       | 7,41      | Tony Jarrett                                                              | 7,42      |
| Sztafeta 4 × 400 m (więcej)        | Stany Zjednoczone · Rod Tolbert · Calvin Davis · Tod Long · Frankie Atwater | 3:07,37   | Włochy · Fabio Grossi · Andrea Nuti · Roberto Mazzoleni · Ashraf Saber | 3:09,12   | Japonia · Masayoshi Kan · Seiji Inagaki · Tomonari Ono · Hiroyuki Hayashi | 3:09,73   |
| Skok wzwyż (więcej)                | Javier Sotomayor                                                            | 2,38      | Lambros Papakostas                                                     | 2,35      | Tony Barton                                                               | 2,32      |
| Skok o tyczce (więcej)             | Serhij Bubka                                                                | 5,90      | Igor Potapowicz                                                        | 5,80      | Okkert Brits Andrej Tiwontschik                                           | 5,75      |
| Skok w dal (więcej)                | Iván Pedroso                                                                | 8,51      | Mattias Sunneborn                                                      | 8,20      | Erick Walder                                                              | 8,14      |
| Trójskok (więcej)                  | Brian Wellman                                                               | 17,72     | Yoelbi Quesada                                                         | 17,62     | Serge Hélan                                                               | 17,06     |
| Pchnięcie kulą (więcej)            | Mika Halvari                                                                | 20,74     | C. J. Hunter                                                           | 20,58     | Dragan Perić                                                              | 20,36     |
| Siedmiobój (więcej)                | Christian Plaziat                                                           | 6246 pkt. | Tomáš Dvořák                                                           | 6169 pkt. | Henrik Dagård                                                             | 6142 pkt. |

### Kobiety
| Konkurencja                        | 1. miejsce                                                                                | Wynik     | 2. miejsce                                                                         | Wynik     | 3. miejsce                                                                      | Wynik     |
| ---------------------------------- | ----------------------------------------------------------------------------------------- | --------- | ---------------------------------------------------------------------------------- | --------- | ------------------------------------------------------------------------------- | --------- |
| Bieg na 60 m (więcej)              | Merlene Ottey                                                                             | 6,97      | Melanie Paschke                                                                    | 7,10      | Carlette Guidry                                                                 | 7,11      |
| Bieg na 200 m (więcej)             | Melinda Gainsford-Taylor                                                                  | 22,64     | Pauline Davis-Thompson                                                             | 22,68     | Natalja Woronowa                                                                | 23,01     |
| Bieg na 400 m (więcej)             | Irina Priwałowa                                                                           | 50,23     | Sandie Richards                                                                    | 51,38     | Danieła Georgiewa                                                               | 51,78     |
| Bieg na 800 m (więcej)             | Maria Mutola                                                                              | 1:57,62   | Jelena Afanasjewa                                                                  | 1:59,79   | Letitia Vriesde                                                                 | 2:00,36   |
| Bieg na 1500 m (więcej)            | Regina Jacobs                                                                             | 4:12,61   | Carla Sacramento                                                                   | 4:13,02   | Maite Zúñiga                                                                    | 4:16,63   |
| Bieg na 3000 m (więcej)            | Gabriela Szabó                                                                            | 8:54,50   | Lynn Jennings                                                                      | 8:55,23   | Joan Nesbit                                                                     | 8:56,08   |
| Bieg na 60 m przez płotki (więcej) | Aliuska López                                                                             | 7,92      | Olga Szyszygina                                                                    | 7,92      | Brigita Bukovec                                                                 | 7,93      |
| Sztafeta 4 × 400 m (więcej)        | Rosja · Tatjana Czebykina · Jelena Ruzina · Jekatierina Kulikowa · Swietłana Gonczarienko | 3:29,29   | Czechy · Naděžda Koštovalová · Helena Dziurová · Hana Benešová · Ludmila Formanová | 3:30,27   | Stany Zjednoczone · Nelrae Pasha · Tanya Dooley · Kim Graham · Flirtisha Harris | 3:31,43   |
| Skok wzwyż (więcej)                | Alina Astafei                                                                             | 2,01      | Britta Bilač                                                                       | 1,99      | Heike Henkel                                                                    | 1,99      |
| Skok w dal (więcej)                | Ludmiła Gałkina                                                                           | 6,95      | Irina Muszaiłowa                                                                   | 6,90      | Susen Tiedtke-Greene                                                            | 6,90      |
| Trójskok (więcej)                  | Iołanda Czen                                                                              | 15,03     | Iwa Prandżewa                                                                      | 14,71     | Ren Ruiping                                                                     | 14,37     |
| Pchnięcie kulą (więcej)            | Kathrin Neimke                                                                            | 19,40     | Connie Price-Smith                                                                 | 19,12     | Grit Hammer                                                                     | 19,02     |
| Pięciobój (więcej)                 | Swietłana Moskalec                                                                        | 4834 pkt. | Kym Carter                                                                         | 4632 pkt. | Irina Tiuchaj                                                                   | 4622 pkt. |

## Klasyfikacja medalowa
Źródło: 
| Miejsce | Państwo           | Złoto | Srebro | Brąz | Razem |
| ------- | ----------------- | ----- | ------ | ---- | ----- |
| 1.      | Rosja             | 5     | 2      | 3    | 10    |
| 2.      | Stany Zjednoczone | 4     | 5      | 6    | 15    |
| 3.      | Kuba              | 3     | 1      | 0    | 4     |
| 4.      | Niemcy            | 2     | 1      | 4    | 7     |
| 5.      | Jamajka           | 2     | 1      | 0    | 3     |
| 6.      | Bermudy           | 1     | 1      | 0    | 2     |
| 6.      | Włochy            | 1     | 1      | 0    | 2     |
| 8.      | Francja           | 1     | 0      | 1    | 2     |
| 8.      | Kanada            | 1     | 0      | 1    | 2     |
| 8.      | Maroko            | 1     | 0      | 1    | 2     |
| 11.     | Australia         | 1     | 0      | 0    | 1     |
| 11.     | Finlandia         | 1     | 0      | 0    | 1     |
| 11.     | Mozambik          | 1     | 0      | 0    | 1     |
| 11.     | Norwegia          | 1     | 0      | 0    | 1     |
| 11.     | Rumunia           | 1     | 0      | 0    | 1     |
| 11.     | Ukraina           | 1     | 0      | 0    | 1     |
| 17.     | Czechy            | 0     | 2      | 1    | 3     |
| 17.     | Hiszpania         | 0     | 2      | 1    | 3     |
| 19.     | Kazachstan        | 0     | 2      | 0    | 2     |
| 20.     | Bułgaria          | 0     | 1      | 1    | 2     |
| 20.     | Słowenia          | 0     | 1      | 1    | 2     |
| 20.     | Szwecja           | 0     | 1      | 1    | 2     |
| 20.     | Wielka Brytania   | 0     | 1      | 1    | 2     |
| 24.     | Bahamy            | 0     | 1      | 0    | 1     |
| 24.     | Grecja            | 0     | 1      | 0    | 1     |
| 24.     | Kenia             | 0     | 1      | 0    | 1     |
| 24.     | Nigeria           | 0     | 1      | 0    | 1     |
| 24.     | Portugalia        | 0     | 1      | 0    | 1     |
| 29.     | Chile             | 0     | 0      | 1    | 1     |
| 29.     | Chiny             | 0     | 0      | 1    | 1     |
| 29.     | Japonia           | 0     | 0      | 1    | 1     |
| 29.     | Jugosławia        | 0     | 0      | 1    | 1     |
| 29.     | Południowa Afryka | 0     | 0      | 1    | 1     |
| 29.     | Surinam           | 0     | 0      | 1    | 1     |
| Razem   | Razem             | 27    | 27     | 28   | 82    |

## Występy Polaków

### Mężczyźni
- bieg na 60 m przez płotki
  - Ronald Mehlich odpadł w półfinale
  - Artur Kohutek odpadł w eliminacjach
- skok o tyczce
  - Krzysztof Kusiak odpadł w eliminacjach